# 崔元鳳
崔 元鳳（チェ・ウォンボン、朝鮮語: 최원봉、1922年4月18日 - 1950年11月10日）は、大韓民国の政治家。第2代大韓民国国会議員。号は梁山（ヤンサン、양산）、山南（サンナム、산남）。
歌手のチェ・ベコ（チェ・ベクホ）は息子。

## 生涯
1922年4月18日、日本統治時代の朝鮮にて慶尚南道東萊郡長安面佐川里（現: 釜山広域市機張郡長安邑佐川里）で反物屋を経営していたチェ・チャンミン（1975年死去）の5人の子供の長男として生まれた。1940年に釜山抗日学生義挙（乃台事件）に間接的に巻き込まれ、その影響で中学校を中退した。1948年に大韓民国が樹立した後、国防部の検察課長を歴任し、1950年5月30日に実施された第2代総選挙によって国会議員に当選した。 
1950年11月10日、ソウルから釜山へと向かう途中に道路を外れた朝鮮戦争支援のために来韓していたトルコ軍の輸送車両が運転を誤ったことによる追突事故により28歳で死去した。この死に関しては偶発的なものではないとする推測がある。死後行われた補欠選挙では、銭鎮漢が当選し国会議員となった。四月革命の後、遺族が政府に真相の調査を求めたが却下された。